# Некременская волость (Изюмский уезд)
Некременская во́лость — историческая административно-территориальная единица Изюмского уезда Харьковской губернии с волостным правлением в селе Некременном.
По состоянию на 1885 год состояла из 5 поселений, 5 сельских общин. Население — 1534 человек (815 человек мужского пола и 719 — женского), 262 дворовых хозяйства.
|                       | Площадь | В т.ч. пахотной |
| --------------------- | ------- | --------------- |
| Сельских общин        | 1323    | 1219            |
| Частной собственности | 9538    | 2031            |
| Другой собственности  | 121     | 35              |
| В целом               | 10982   | 3942            |

Основные поселения волости:
- Некременное - бывшее владельческое село при реке Бычке в 40 верстах от уездного города Изюма. В селе волостное правление, 120 дворов, 600 жителей, православная церковь.

Храмы волости:
- Акилининская церковь в селе Некременном.